# Круксвил (Охајо)
Круксвил (енгл. Crooksville) град је у америчкој савезној држави Охајо.

## Демографија
По попису из 2010. године број становника је 2.534, што је 51 (2,1%) становника више него 2000. године.
| Група             | 2000.         | 2010.         |
| Белци             | 2.438 (98,2%) | 2.485 (98,1%) |
| Афроамериканци    | 6 (0,2%)      | 3 (0,1%)      |
| Азијати           | 1 (0,0%)      | 2 (0,1%)      |
| Хиспаноамериканци | 10 (0,4%)     | 19 (0,7%)     |
| Укупно            | 2.483         | 2.534         |